# Bondrumsgården
Bondrumsgården, belägen i Fågeltofta socken i Tomelilla kommun, nyuppfördes efter en omfattande brand i Bondrums by år 1766, troligtvis med ungefär samma utseende som den tidigare gården. Gården är i hög grad bevarad i ursprungligt skick och illustrerar med sina inventarier den skånske bondens tillvaro för hundra år sedan.
Gården är byggd i traditionell skånsk stil med kvadratisk plan, vitkalkade längor med tak av halm  samt korsverk av ek. Kostallet (mansedet) är gårdens äldsta byggnad och uppfördes med timmer som fälldes 1801. Flertalet av gårdens övriga byggnader är uppförda under 1820-talet. På den kringbyggda planen finns gårdens brunn med tillhörande ”brönnjung”.
Många av gårdens gamla inventarier är bevarade – ett bord med kalkstensskiva härstammar från 1700-talet, vilket också gäller sättugnen, tillverkad vid Huseby bruk.
Bondrumsgården skyddas sedan 1963 som byggnadsminne, och förvaltas idag av Albo härads hembygdförening, som presenterat en utförlig beskrivning av gården och dess inventarier.